# Calmotrinus turquinensis
Calmotrinus turquinensis is een hooiwagen uit de familie Agoristenidae. De wetenschappelijke naam van Calmotrinus turquinensis gaat terug op Šilhavý.